# Jack Unterweger
Johann "Jack" Unterweger (16 augustus 1951 – 29 juni 1994) was een Oostenrijks seriemoordenaar die prostituees in diverse landen vermoordde. Hij werd in 1974 veroordeeld wegens moord maar werd in 1990 vrijgelaten dankzij een campagne van intellectuelen en politici, die Unterweger als een voorbeeld van rehabilitatie beschouwden. Hij werd een journalist en een bekendheid, maar binnen enkele maanden na zijn vrijlating begon hij weer te moorden. Hij pleegde in 1994 zelfmoord nadat hij werd veroordeeld wegens diverse moorden in het begin van de jaren 90.